# Mike Gravel

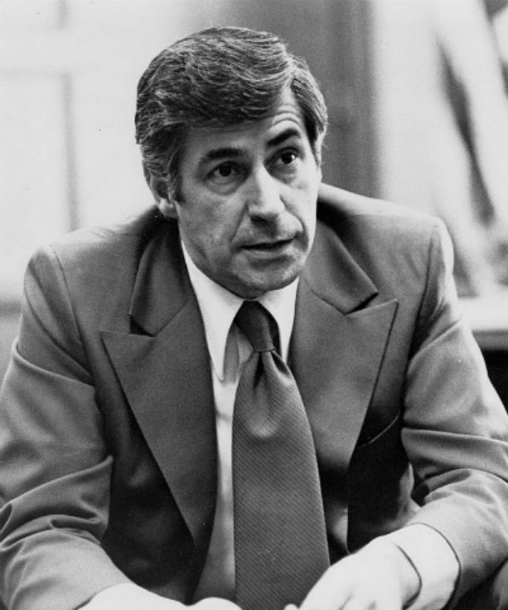
Mike Gravel (1973)

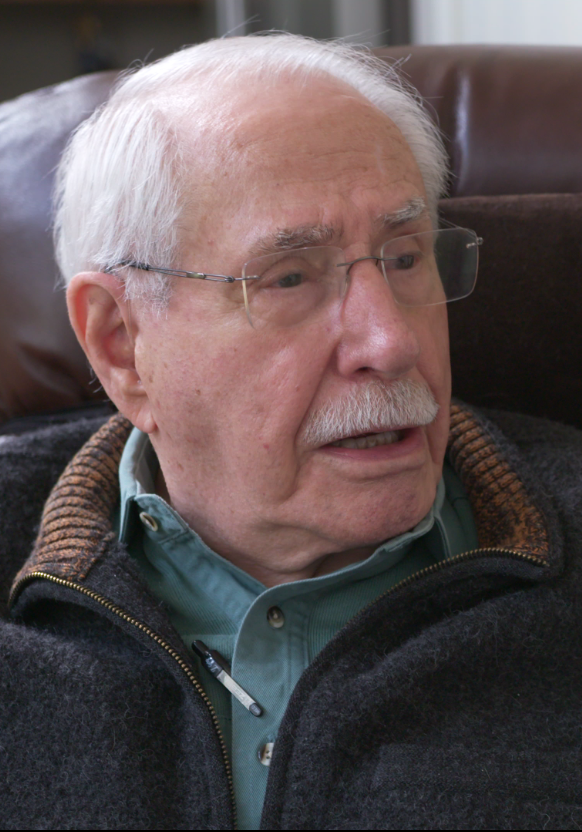
Mike Gravel (2019)

Maurice Robert „Mike“ Gravel (* 13. Mai 1930 in Springfield, Massachusetts; † 26. Juni 2021 in Seaside, Kalifornien) war ein US-amerikanischer Politiker, der von 1969 bis 1981 Senator für den Bundesstaat Alaska war. Er war Mitglied der Demokraten, wechselte aber am 26. März 2008 zur Libertarian Party. Am 17. April 2006 gab er seine Kandidatur für die Präsidentschaftswahl 2008 bekannt, im Rahmen derer er zunächst die Nominierung der Demokraten suchte, aber erfolglos blieb. Seit seinem Parteiwechsel bewarb er sich um die Kandidatur bei der Libertarian Party, konnte diese aber nicht erlangen. Anschließend verkündete er, dass dies das Ende seiner politischen Karriere sei.
Trotzdem kandidierte er wieder für die Präsidentschaftswahl 2020 bei der Demokratischen Partei, beendete seine Kampagne aber schon früh.

## Frühes Leben
Mike Gravel wurde in Springfield, Massachusetts als Sohn von Alphonse Gravel und Marie Bourassa (Gravel), quebeckischen Einwanderern, geboren. Er ging auf französischsprachige katholische Privatschulen und wurde römisch-katholisch erzogen. Im Jahr 1951 wurde Gravel zu den US-Streitkräften eingezogen und diente bis 1954 beim Communication Intelligence Services und Counter Intelligence Corps. Nach Beendigung des Militärdienstes studierte er Wirtschaftswissenschaften an der Columbia University in New York City und machte hier 1956 seinen Abschluss (B.Sc./Bachelor of Science).

## Politik

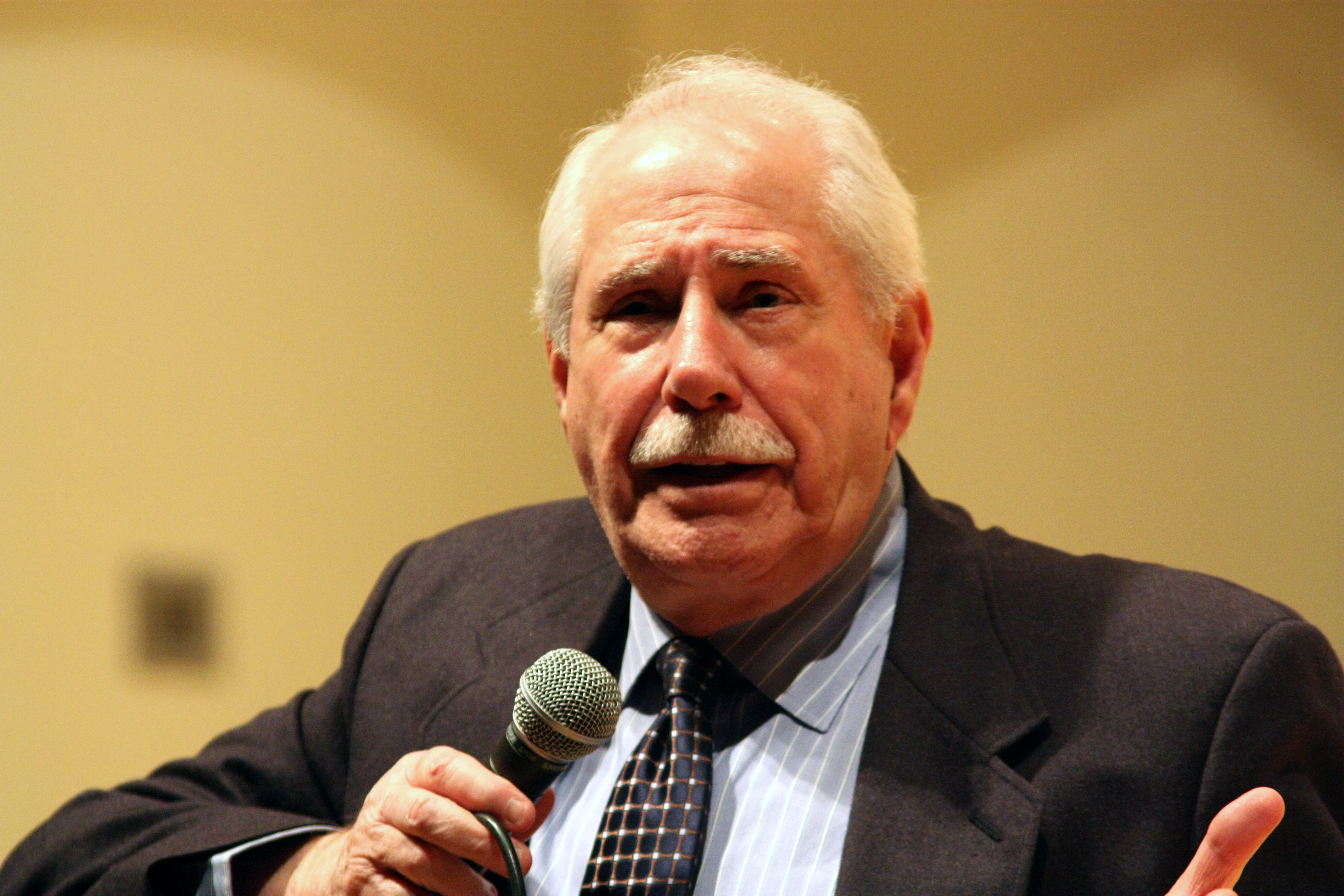
Mike Gravel (2010)

Von 1962 bis 1966 war Gravel Abgeordneter im Repräsentantenhaus von Alaska; während der letzten Amtszeit war er sogar der Vorsitzende des Hauses. In dieser Funktion folgte er 1965 auf Bruce B. Kendall und wurde 1967 von William K. Boardman abgelöst. Anschließend versuchte er einen Sitz im Repräsentantenhaus des Kongresses in Washington, D.C. zu erringen, verlor aber bereits bei den Vorwahlen der Demokratischen Partei gegen seinen Mitbewerber Ralph Rivers.
Im Jahr 1968 bewarb er sich um einen der beiden Sitze Alaskas im US-Senat. Überraschend gewann er die Vorwahl gegen den amtierenden Senator der Demokratischen Partei, Ernest Gruening, einen beliebten ehemaligen Gouverneur, und siegte auch in der nachfolgenden Wahl gegen seinen republikanischen Konkurrenten. Er wurde anschließend noch einmal wiedergewählt. Bei den Wahlen des Jahres 1980 verlor Gravel bereits in den Vorwahlen der Demokraten gegen Clark Gruening, den Enkel seines Vorgängers, der allerdings in der Endausscheidung dem Kandidaten der Republikanischen Partei, Frank Murkowski, unterlag.
Bekannt wurde Gravel auch dadurch, dass er in einem Filibuster im US-Senat große Teile der Pentagon-Papiere vorlas, um diese öffentlich zu machen. Große Zeitungen versuchten schon vorher diese Papiere zu veröffentlichen, was aber durch das amerikanische Justizministerium verhindert wurde.
Am 19. März 2019 kündigte Gravel an, dass er als Kandidat bei den demokratischen Vorwahlen für die Präsidentschaftskandidatur 2020 antreten wird. Er sagte: „Das Ziel ist nicht zu gewinnen, sondern die Kritik am amerikanischen Imperialismus in die Debatte der Demokratischen Partei einzubringen.“ Am 31. Juli 2019 gab er die Kandidatur auf.

## Schriften
Während seiner ersten Amtsperiode im Senat verfasste Gravel das Buch „Citizen Power. A People’s Platform.“ (1972).
In seiner Schrift plädierte er unter anderem für ein Grundeinkommen, das allen Bürgern garantiert werden sollte, für die Finanzierung der Wahlkämpfe durch die öffentliche Hand, für eine progressive Steuerrate ohne jede Ausnahmeregelung, für Schritte gegen den militärisch-industriellen Komplex, den er als „warfare state“ bezeichnete, für die gesetzliche Aufhebung der Wähler-Registrierung und anderen Hindernissen bei den Wahlvorgängen, für die Abschaffung der Todesstrafe, für eine umfassende Gesundheitsversorgung für alle Bürger und ein Ende dessen, was er als „imperialistische Außenpolitik“ bezeichnete.
Das Buch enthält darüber hinaus die vollständige Declaration of Independence (Unabhängigkeitserklärung der Vereinigten Staaten), die Bill of Rights (die am 25. September 1789 vom amerikanischen Kongress beschlossenen ersten zehn Zusatzartikel zur Verfassung der Vereinigten Staaten) sowie alle Erklärungen und Reden der Populist Party aus der Präsidentschaftswahl des Jahres 1892.